# Lakkundi
Lakkundi (Kannada: ಲಕ್ಕುಂಡಿ) ist eine Stadt im indischen Bundesstaat Karnataka mit rund 12.500 Einwohnern. Ca. 50 Tempel und Tempelruinen zeugen von der großen regionalen Bedeutung des Ortes im Mittelalter.

## Lage
Lakkundi liegt im nördlichen Zentral-Karnataka ungefähr 400 km (Fahrtstrecke) nordwestlich von Bangalore und ca. 11 km östlich von Gadag in einer Höhe von rund 660 m ü. d. M. auf dem Dekkan-Plateau. Das Klima ist subtropisch; Regen fällt nur in den Monaten Mai bis Oktober.

## Bevölkerung
Ca. 90 % der mehrheitlich Kannada sprechenden Bevölkerung sind Hindus und etwa 7 % sind Moslems; andere Religionen (Jains, Sikhs, Buddhisten, Christen etc.) bilden zahlenmäßig kleine Minderheiten. Der männliche Bevölkerungsanteil ist nur geringfügig höher als der weibliche.

## Wirtschaft
Das Umland ist noch immer agrarisch orientiert, wobei die über Jahrhunderte existierende Selbstversorgungswirtschaft mit dem Aufkommen besserer Transportbedingungen in der 2. Hälfte des 20. Jahrhunderts mehr und mehr durch marktwirtschaftliche Elemente abgelöst wurde. Im Ort selbst entwickelten sich regionales Handwerk, Kleinhandel und Dienstleistungen aller Art (Gesundheits-, Ausbildungs-, Transportwesen etc.)

## Geschichte
Ort und Tempel gehörten im Mittelalter zur Einflusssphäre der westlichen Chalukya-Dynastie, deren Macht jedoch im 12. Jahrhundert mehr und mehr von den aufstrebenden Hoysala übernommen wurde; im Jahr 1192 erwählte der Hoysala_König Vira Ballala II. (reg. 1173–1220) den Ort zur Hauptstadt des Reiches. Im Jahrhundert 1348 übernahm das Vijayanagar-Reich die Macht, welches von den vereinten Dekkan-Sultanaten in der Schlacht von Talikota (1565) besiegt wurde. Irgendwann in diesem Zeitspektrum verfielen die Tempel und die einst blühende Stadt sank auf den Statur eines regionalen Zentrums herab. Seit dem 18. Jahrhundert kontrollierten die Briten auch den Süden Indiens; seit der Mitte des 19. Jahrhunderts leiteten sie auch Maßnahmen zum Erhalt der Bauwerke ein.

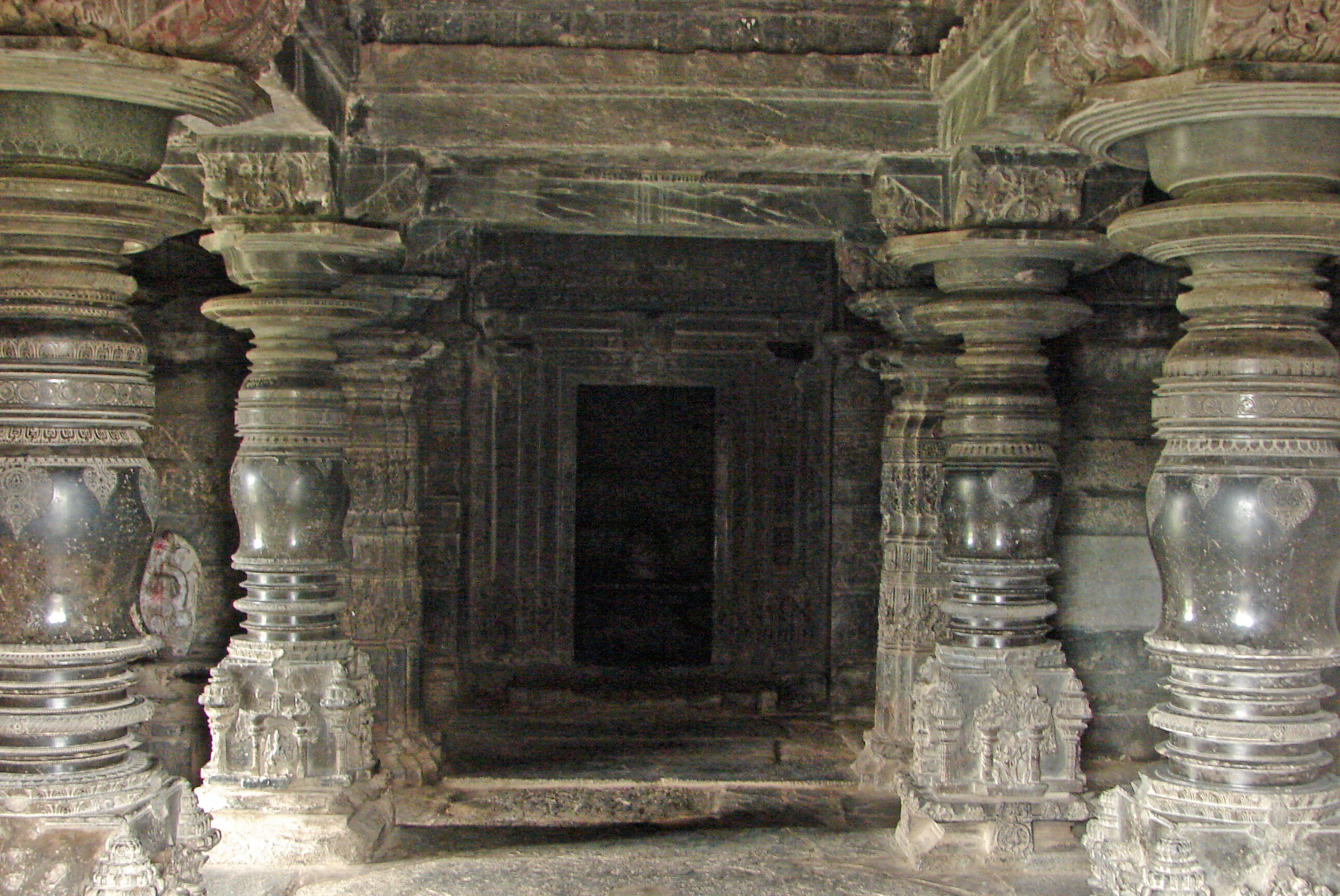
Vorhalle (mandapa) des Kasivisvesvara-Tempels

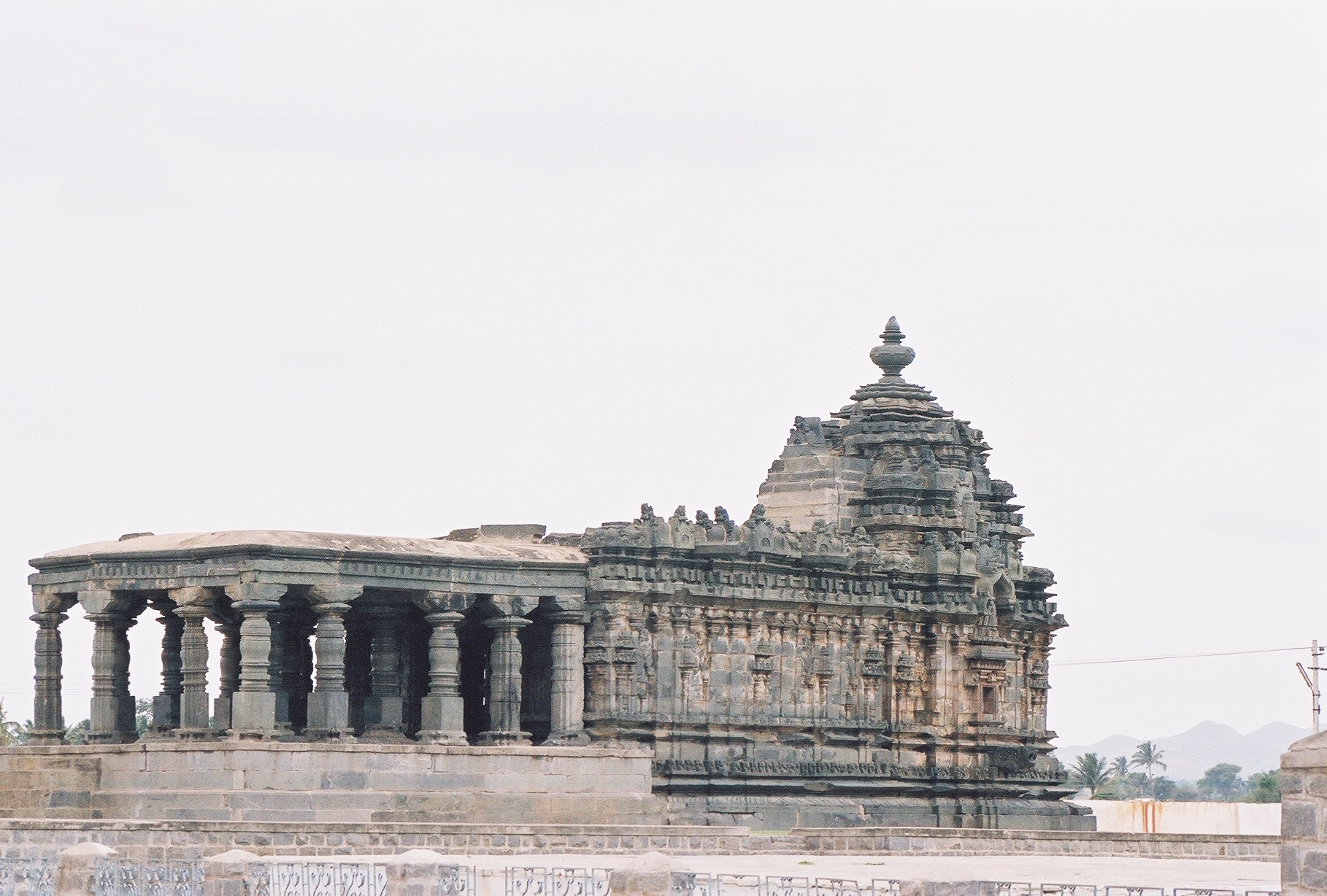
Naneshvara-Tempel

## Sehenswürdigkeiten
- Hauptsehenswürdigkeit von Lakkundi ist der dem Hindu-Gott Shiva geweihte Kasivisvesvara-Tempel aus der Chalukya-Zeit des 11. Jahrhunderts. Er ist nach Osten, d. h. in Richtung der aufgehenden Sonne gewandt und zeigt bereits alle Elemente, die auch bei den zumeist späteren Hoysala-Tempeln zum Tragen kommen: eine im Äußeren reich gegliederte Cella (garbhagriha) mit Turmaufbau (vimana), ein kleiner Vorraum (antarala oder sukhanasi) sowie eine quergelagerte Vorhalle (mandapa); ein deutlich kleinerer Tempel für den Sonnengott Surya wurde unmittelbar davor platziert. Die Nischen der reich gegliederten Außenwände von Sanktum, Vorhalle und Surya-Tempel besaßen wohl auch ursprünglich keine Figuren; außergewöhnlich ist jedoch der Übergang reich dekorierter Bauteile von der Cella in den Turmbereich. Die durch drei Eingänge zu betretende Vorhalle zeigt außer den gedrechselten und beschnitzten Specksteinsäulen und den reich verzierten Deckenkompartimenten im Innern nur wenig Schmuck. Das leicht nach hinten gestaffelte Portal zur Cella ist dagegen reich mit Ornamenten und einer Darstellung von Gajalakshmi versehen. Inmitten der ungegliederten Cella steht ein von einer Yoni umschlossener Shiva-Lingam.
- Der ebenfalls Shiva geweihte, aber ca. 50 Jahre ältere und insgesamt geringfügig kleinere Naneshvara-Tempel ähnelt im Großen und Ganzen dem Kasivisvesvara-Tempel. Sein mehrfach gestufter, aber nur in bescheidenem Umfang ornamental gestalteter Turm (vimana) ist erhalten und schließt nach oben mit einer weithin sichtbaren Vase (kalasha) ab. Dem eigentlichen Tempelbau wurde etliche Jahrzehnte später eine nach drei Seiten offene Vorhalle mit gedrechselten Säulen angefügt.

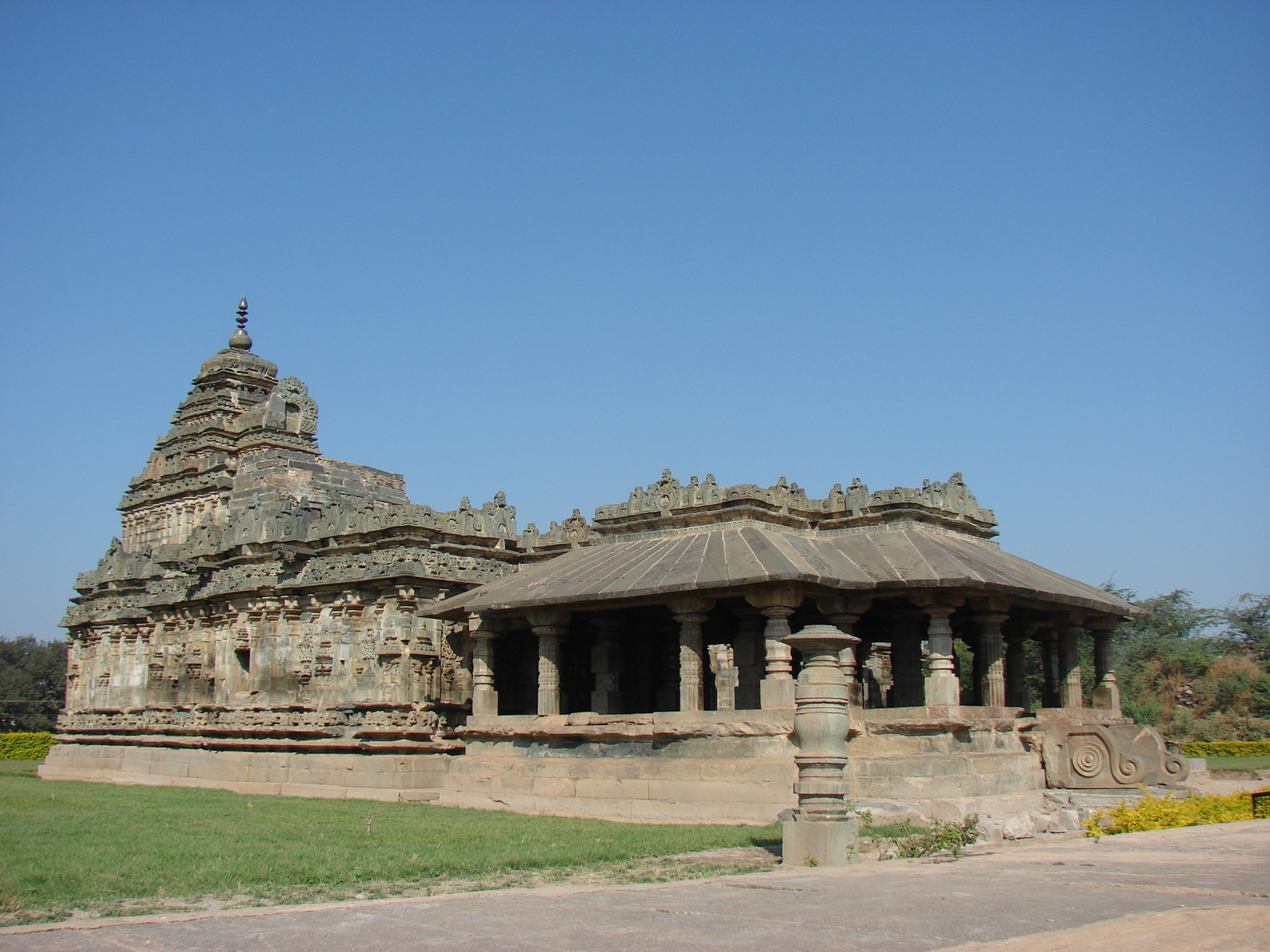
Brahma Jinalaya

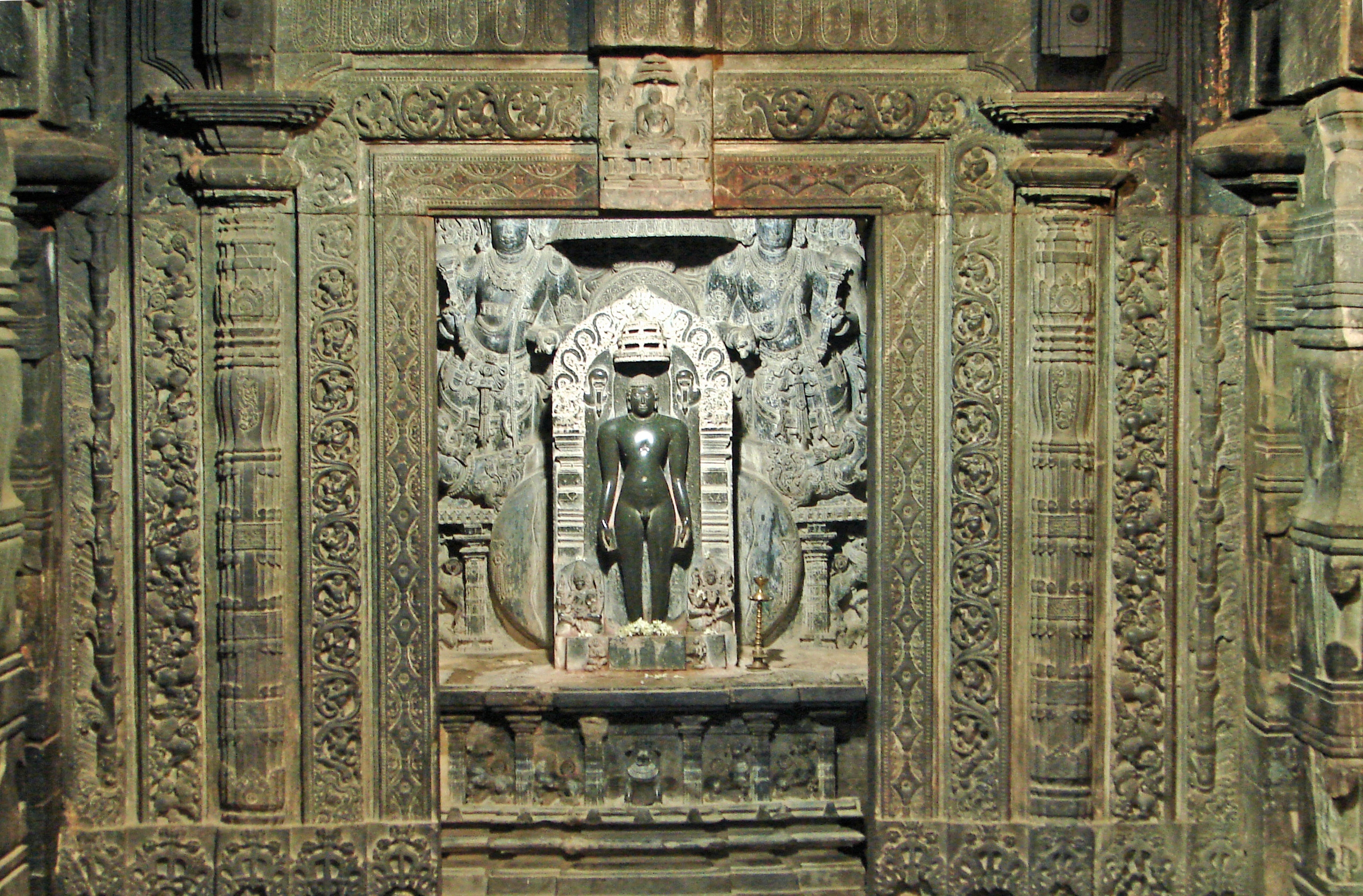
Brahma Jinalaya

- Der in etwa gleich gestaltete Brahma Jinalaya oder auch Adinath Basadi ist ein Jain-Tempel, der nach Auffassung der Forscher ebenfalls dem 11. Jahrhundert zuzuordnen ist. Während die Struktur der meisten anderen Tempelbauten Lakkundis größtenteils aus Sandstein besteht, ist der Adinath-Tempel mit seinem in einer ‚Schirmkuppel‘ endenden Turmaufbau nahezu vollständig aus leicht zu bearbeitendem Speckstein erbaut, wodurch äußerst feine Schnitzarbeiten möglich wurden, die sich vor allem im Portal zur Cella zeigen. Hier befindet sich eine nackte Standfigur des ersten Tirthankara Adinath (oder Rishabha) innerhalb eines repräsentativen Torana-Rahmens; im Hintergrund stehen zwei lebensgroße Wächterfiguren. Zu beiden Seiten des Cella-Portals befinden sich zwei exquisit gearbeitete, aber für einen Jain-Tempel ungewöhnliche Figuren – eine des dreiköpfigen Brahma und eine andere der Göttin Padmavati, die zumeist mit Lakshmi gleichgesetzt wird. Ob die beiden Figuren zum ursprünglichen Bestand des Tempels gehören, ist unklar.
- Auf der Nordseite des Adinath-Tempels befindet sich ein weiterer kleiner Jain-Tempel.
- Im Ort verteilt befinden sich mehrere Stufenbrunnen oder Tempelteiche (kalyanis oder pushkarinis), die von der einstigen Größe und dem Wohlstand der mittelalterlichen Stadt künden. Der schönste der Tempelteiche befindet sich in unmittelbarer zum Manikeshvara-Tempel.